# Frans Hin
Franciscus Fidelio Joseph Hin Hin (ur. 29 stycznia 1906 w Haarlemie, zm. 6 marca 1968 tamże) – holenderski żeglarz, olimpijczyk, zdobywca złotego medalu w regatach na letnich igrzyskach olimpijskich w 1920 roku w Antwerpii.
Na Letnich Igrzyskach Olimpijskich 1920 zdobył złoto w żeglarskiej klasie jole 12-stopowe na jachcie Beatrijs III wraz z bratem Johanem i ojcem Cornelisem.